# Distrito Municipal de John Taolo Gaetsewe
John Taolo Gaetsewe es un distrito municipal de Sudáfrica en la provincia Septentrional del Cabo.
Comprende una superficie de 23,681 km².
El centro administrativo es la ciudad de Kuruman.

## Demografía
Según datos oficiales contaba con una población total de 176,899 habitantes.